# 이언 스튜어트 (음악가)
이언 앤드루 로버트 스튜어트(영어: Ian Andrew Robert Stewart, 1938년 7월 18일 ~ 1985년 12월 12일)는 영국 스코틀랜드의 음악가로, 롤링 스톤스의 전임 멤버이다.